# A metà strada
A metà strada è un singolo del gruppo musicale italiano Eugenio in Via Di Gioia, pubblicato il 27 novembre 2020.
Il brano è stato registrato tra Torino e Colonia, e vede la partecipazione del producer tedesco Moglii.

## Tracce
1. A metà strada – 3:23

## Video musicale
Il videoclip del brano, diretto da Giorgio Blanco, è stato pubblicato il 2 dicembre 2020 sul canale YouTube del gruppo.